# 1981–1982-es magyar jégkorongbajnokság
A 45. első osztályú jégkorongbajnokságban három csapat indult el. A mérkőzéseket 1981. november 9. és 1982. február 23. között a Kisstadionban, a Megyeri úti jégpályán, a Millenárison valamint a Székesfehérvári jégpályán rendezték meg.
A Ferencváros csapata megerősödött, mivel a Fóti SE-be átigazolt játékosai visszatértek. Az Újpestnek sikerült vezetőedzőként szerződtetni a 187-szeres szovjet válogatott Vitalij Davidovot.
A szezon közben három új jégpályát avattak. 1981 őszén adták át a leninvárosi és péti, majd 1982. február 12-én a Budapest Sportcsarnokot, amely az első fedett pályás csarnok volt Magyarországon. Az első fedett pályás mérkőzésre március kilencedikén került sor amikor a magyar válogatott 11-3-ra verte meg a franciákat.

## OB I. 1981/1982
|    | Csapat                | M  | GY | D | V  | GK     | Pont |
| -- | --------------------- | -- | -- | - | -- | ------ | ---- |
| 1. | Újpest Dózsa          | 20 | 12 | 2 | 6  | 109-77 | 26   |
| 2. | Ferencváros           | 20 | 12 | 2 | 6  | 87-77  | 20   |
| 3. | Székesfehérvári Volán | 20 | 4  | 0 | 16 | 71-121 | 8    |

## A bajnokság végeredménye
1. Újpest Dózsa

2. Ferencvárosi TC

3. Székesfehérvári Volán SC

## Az Újpest Dózsa bajnokcsapata
Ancsin János, Bodor Zsigmond, Buzás Gábor, Buzás György, Eperjessy Miklós (kapus), Flóra Péter, Gogolák László, Kevevári Kálmán, Kovács Csaba, Kucsera Péter, Lantos Gábor, Legéndy Imre, Pék György, Menyhárt Gáspár, Szabó István, Szadovszky Gábor (kapus), Szeles Dezső
Edző: Vitalij Davidov

## A bajnokság különdíjasai
- Az évad legjobb ifjúsági korú játékosa (Leveles Kupa): Ancsin János (Újpest Dózsa)